# Råggejaure (Arjeplogs socken, Lappland, 741079-156439)
Råggejaure är en sjö i Arjeplogs kommun i Lappland och ingår i Piteälvens huvudavrinningsområde. Sjön har en area på 0,24 kvadratkilometer och ligger 583,3 meter över havet. Sjön avvattnas av vattendraget Buoktjåkkå.

## Delavrinningsområde
Råggejaure ingår i det delavrinningsområde (741355-156495) som SMHI kallar för Inloppet i Buoktjaure. Medelhöjden är 954 meter över havet och ytan är 18,09 kvadratkilometer. Det finns inga avrinningsområden uppströms utan avrinningsområdet är högsta punkten. Buoktjåkkå som avvattnar avrinningsområdet har biflödesordning 2, vilket innebär att vattnet flödar genom totalt 2 vattendrag innan det når havet efter 295 kilometer. Avrinningsområdet består mestadels av skog (22 procent) och kalfjäll (77 procent). Avrinningsområdet har 0,24 kvadratkilometer vattenytor vilket ger det en sjöprocent på 1,3 procent.